# Накадомарі

40°57′55″ пн. ш. 140°26′23″ сх. д. / 40.96528° пн. ш. 140.43972° сх. д.
Накадома́рі (яп. 中泊町, なかどまりまち, МФА: [nakadomaɾʲi mat͡ɕi̥]) — містечко в Японії, в повіті Кіта-Цуґару префектури Аоморі. Станом на 1 жовтня 2007 площа містечка становила 216,33 км². Станом на 1 липня 2008 населення містечка становило 13 243 осіб.